# 이욱동
이욱동(李昱東, 1983년 1월 18일~)은 대한민국의 경륜선수이다. 서울체육고등학교, 한국체육대학교를 졸업했다.
경륜훈련원 15기 출신으로, 국민체육진흥공단에서 개최한 2009 그랑프리경륜에서 대상을 수상했다.